# Hic Rhodus, hic salta!
Hic Rhodus, hic salta! (Ovdje je Rodos, ovdje skoči!) Značenje: Pokaži ovdje (na licu mjesta) što znaš i umiješ.
Ove riječi izvorno potječu iz Ezopove basne "Hvalisavac". U toj se basni jedan petobojac stalno hvalio svojim izvrsnim rezultatima postignutim na natjecanju u skoku u dalj na grčkom otoku Rodu. Kad je onima koji su ga slušali bilo dosta njegovog hvalisanja, od njega su zatražili da pred njima pokaže što može. 
Sve Ezopove basne imaju pouku. Pouka ove je: Ne valja se hvalisati.